# The Next Episode
Singles de Dr. Dre featuring Snoop Dogg, Kurupt & Nate Dogg
Forgot About Dre The Wash
Pistes de 2001
Forgot About Dre Let's Get High
The Next Episode est un single du rappeur-producteur Dr. Dre sorti en 2000. C'est le 3e extrait de son album 2001, paru en 1999. La chanson s'est notamment classée 23e au Billboard Hot 100, et a rencontré le succès dans d'autres pays. Selon Chartfacts, 146 570 exemplaires ont été vendus au Royaume-Uni entre 2001 et 2002. Aujourd'hui[réf. nécessaire], c'est la 2e chanson de Dr. Dre la plus téléchargée sur iTunes.
Le titre de cette chanson renvoie au classique de 1992 de Dr. Dre et Snoop Dogg : Nuthin' But a "G" Thang, extrait de The Chronic. Snoop disait à la fin du refrain : « just chill, 'til the next episode ».
The Next Episode utilise un sample de The Edge de David McCallum, l'acteur qui joue Ducky dans NCIS : Enquêtes spéciales.
Nous pouvons entendre cette musique dans le film Projet X.
La chanson est aussi appelée à tort Smoke Weed Everyday (je fume de l'herbe tous les jours), à cause du fait que cette phrase est prononcée dans le single. Incluant une danse animée de Snopp Dogg depuis le clip de Drop It Like It's Hot, elle est devenue un Mème Internet lié à MLG, avec les Doritos et l'Œil de la Providence par exemple.

## Tracklisting du single
1. The Next Episode (Version album)
2. Bad Guys Always Die (feat. Eminem)
3. The Next Episode (instrumentale)

## Crédits
- Enregistrement : Sierra Sonics, Encore Studios
- Ingénieur son : Richard « Segal » Huredia
- Assistants : Tom Gordon, Michelle Lynn Forbes, Dave Tenhouten
- Voix additionnelles : Kurupt
- Basse : Preston Crump
- Guitare : Sean Cruse
- Claviers : Camara Kambon
- Rap :  Dr. Dre, Snoop Dogg & Kurupt (back)
- Voix : Nate Dogg (conclusion)
- Réalisateur : Paul Hunter
- Auteurs : Ms. Roq, Hittman, Snoop Dogg, Nate Dogg
- Apparitions dans le clip : Xzibit, Hittman, Warren G, 50 Cent